# Oceanapia nodulosa
Oceanapia nodulosa är en svampdjursart som först beskrevs av George John Hechtel 1983.  Oceanapia nodulosa ingår i släktet Oceanapia och familjen Phloeodictyidae. Inga underarter finns listade i Catalogue of Life.